# Mark Merklein
Mark Merklein (ur. 28 czerwca 1972 we Freeporcie) – bahamski tenisista, reprezentant w Pucharze Davisa, olimpijczyk.

## Kariera tenisowa
W zawodowym tourze zadebiutował w roku 1994.
Swój pierwszy turniej rangi ATP World Tour wygrał w 1997 roku w Orlando w grze podwójnej. Partnerem Merkleina był Vince Spadea, a w meczu o tytuł pokonali parę Alex O’Brien–Jeff Salzenstein 6:4, 4:6, 6:4. W roku 2002 odniósł swoje drugie zwycięstwo, podczas rozgrywek w Costa do Sauípe, będąc w parze ze Scottem Humphriesem. Trzeci triumf wywalczył w 2003 roku w Scottsdale (w parze z Jamesem Blake). Również z Blakiem wygrał rok później na ceglanych kortach w Monachium. Ponadto Merklein grał w 3 finałach, najpierw w roku 1998 w Coral Springs (z Vince'em Spadeą), potem w 2003 roku w Costa do Sauípe oraz w Tokio (oba ze Scottem Humphriesem).
W latach 1999–2004 Merklein reprezentował Wyspy Bahama w Pucharze Davisa. Rozegrał przez ten okres 27 meczów; w singlu zwyciężył w 7 spośród 17 pojedynków, a w deblu 8 z 10 spotkań.
Merklein 2 razy startował w konkurencji debla igrzysk olimpijskich. W (Sydney (2000) osiągnął z Markien Knowlesem ćwierćfinał, natomiast w Atenach (2004) para Knowles–Merklein odpadła w 1 rundzie.
W roku 2005 zakończył karierę tenisową. Najwyżej sklasyfikowany w rankingu singlistów był w lipcu 1997 roku, na 160. miejscu, a w zestawieniu deblistów w styczniu 2004 roku zajmował 37. miejsce. Łącznie na kortach zarobił 502 870 dolarów amerykańskich.

### Finały w turniejach ATP World Tour
| Legenda                                      |
| -------------------------------------------- |
| Wielki Szlem                                 |
| Igrzyska olimpijskie                         |
| Tennis Masters Cup / ATP Finals              |
| ATP Masters Series / ATP Tour Masters 1000   |
| ATP International Series Gold / ATP Tour 500 |
| ATP International Series / ATP Tour 250      |

#### Gra podwójna (4–3)
| Końcowy wynik | Nr | Data                | Turniej         | Nawierzchnia | Partner         | Przeciwnicy                       | Wynik finału        |
| ------------- | -- | ------------------- | --------------- | ------------ | --------------- | --------------------------------- | ------------------- |
| Zwycięzca     | 1. | 27 kwietnia 1997    | Orlando         | Ceglana      | Vince Spadea    | Alex O’Brien Jeff Salzenstein     | 6:4, 4:6, 6:4       |
| Finalista     | 1. | 10 maja 1998        | Coral Springs   | Ceglana      | Vince Spadea    | Grant Stafford Kevin Ullyett      | 5:7, 4:6            |
| Zwycięzca     | 2. | 15 września 2002    | Costa do Sauípe | Twarda       | Scott Humphries | Gustavo Kuerten André Sá          | 6:3, 7:6(1)         |
| Zwycięzca     | 3. | 9 marca 2003        | Scottsdale      | Twarda       | James Blake     | Lleyton Hewitt Mark Philippoussis | 6:4, 6:7(2), 7:6(5) |
| Finalista     | 2. | 14 września 2003    | Costa do Sauípe | Twarda       | Scott Humphries | Todd Perry Thomas Shimada         | 2:6, 4:6            |
| Finalista     | 3. | 5 października 2003 | Tokio           | Twarda       | Scott Humphries | Justin Gimelstob Nicolas Kiefer   | 7:6(6), 3:6, 6:7(4) |
| Zwycięzca     | 4. | 2 maja 2004         | Monachium       | Ceglana      | James Blake     | Julian Knowle Nenad Zimonjić      | 6:2, 6:4            |